# Корнихоны
Корнихоны (лат. Calyptophilus) — род птиц отряда воробьинообразных.
Птицы среднего размера с тусклым оперением и длинным хвостом, которые питаются фруктами и беспозвоночными. На рассвете заявляют свои права на территорию громким пением. Род включает два вида — Calyptophilus frugivorus и Calyptophilus tertius, которые обитают исключительно в горных влажных лесах острова Гаити. Особенности размножения почти не изучены.
Род был описан Чарльзом Кори в 1883 году и в разное время включал один вид с большим количеством подвидов или два вида. В XXI веке на основе исследований воробьинообразных птиц Нового Света с девятью маховыми перьями род был выделен в монотипичное семейство Calyptophilidae.

## Описание
Корнихоны — птицы среднего размера. Более крупный Calyptophilus tertius имеет длину тела 20—21 см и массу 40,2—55,3 г, а имеющий меньшие размеры Calyptophilus frugivorus — 17—19 см и 26,3—38,6 г соответственно. Недра Клейн (Nedra Klein) утверждала, что корнихоны с Сьерра-де-Баоруко почти в два раза крупнее, чем с Сьерра-де-Нейба (Sierra de Neiba).
Оперение корнихонов тёмно-коричневое сверху и бело-серое снизу. У них короткие крылья и длинный округлый хвост. Голова среднего размера с прямым и острым клювом, на уздечке (области между глазом и клювом) хорошо заметное жёлтое или рыжее пятно, которое у корнихона больше напоминает жёлтую полосу. Кроме того, для корнихона характерен жёлтый ободок вокруг глаза, который отсутствует у C. tertius. Лапы крупные. Половой диморфизм в оперении отсутствует, но во время исследований в национальном парке Сьерра-де-Баоруко учёные использовали разницу в размерах птиц для определения самцов и самок C. tertius.
Своим строением и длинным хвостом корнихоны сильно напоминают певчих пересмешников (Mimus), а по сравнению с пальмовыми танаграми у них чуть большие размеры. Учёные также часто сравнивают корнихонов с двумя представителями рода настоящие дрозды (Turdus), также обитающими на острове Гаити. Они имеют схожие размеры и также много времени проводят около земли, но обладают заметно более красным оперением по сравнению с корнихонами.
Корнихоны очень территориальные птицы. Права на территорию и самцы, и самки заявляют на рассвете громкими выразительными песнями. Часто они поют попеременно. С восходом солнца пение прекращается. Учёные отметили различия в вокализации двух видов: песни C. tertius слабее и шумнее, чем C. frugivorus.

## Распространение

### Ареал и среда обитания
Корнихоны являются эндемиками острова Гаити. Род разделён на семь обособленных популяций, которые населяют шесть горных массивов острова: От (Massif de la Hotte), Сель (Massif de la Selle), Сьерра-де-Баоруко, Сьерра-Мартин-Гарсиа (Sierra Martin Garcia), Сьерра-де-Нейба и Центральная Кордильера. Птицы в этих популяциях отличаются размерами и некоторыми характеристиками оперения. Предположительно, ареалы двух видов корнихонов не пересекаются. Вместе с тем во многих работах подвид C. f. abbotti часто относят к той же территории, что и C. tertius.
Корнихоны предпочитают густые влажные широколиственные вечнозелёные леса или сосновые леса с густым подлеском. Встречаются в зарослях на небольших холмах, окружённых ручьями. Это очень скрытные птицы, которые обычно прячутся в подлеске, с чем и связано их родовое название (греч. kalupte — «прячущийся», греч. philos — «любящий»).

### Биогеография

Ареал Calyptophilus

Вопрос эволюции сестринских таксонов, являющихся островными эндемиками, привлекает внимание учёных. В 1963 году Эрнст Майр высказал предположение, что для разделения таксона на отдельные виды необходима географическая изоляция, а в 1977 году Джаред Даймонд продолжил теорию предположением, что для развития двух сестринских видов птиц остров должен быть размером не меньше Новой Гвинеи. Вместе с тем на острове Гаити обитает несколько эндемичных сестринских пар птиц: помимо корнихонов, это также узкоклювый(Todus angustirostris) и ширококлювый (Todus subulatus) тоди, черношапочная (Phaenicophilus palmarum) и серошапочная (Phaenicophilus poliocephalus) пальмовые танагры, земляной певун (Microligea palustris) и белокрылая ксенолигия (Xenoligea montana). Кроме того, проводились исследования сестринских популяций игуанообразных ящериц, входящих в комплексы родов Anolis и Ameiva.
Андреа Таунсенд (Andrea Townsend) с соавторами полагают, что такое разнообразие связано с геологической историей острова, который был сформирован в середине миоцена из двух палеоостровов: северного и южного, а его части разделены глубокой долиной Нейба (Neiba Valley), которая многократно подвергалась затоплению во время плейстоцена, а сейчас представляет собой цепь солёных озёр. На южном палеоострове горный массив От на западе был отделён морем от массива Сель на востоке; сейчас эти биогеографические регионы разделены так называемой «линией Бонда» (англ. Bond’s Line). Северный палеостров в современной географии представлен Сьеррой-Мартин-Гарсиа, Сьеррой-де-Нейба и Центральной Кордильерой. Во время плейстоценовых похолоданий горы покрывались льдом, и птицы были вынуждены спускаться ниже, совершая обмены между популяциями.

### Охранный статус
Международный союз охраны природы относит Calyptophilus tertius к уязвимым видам (VU), а Calyptophilus frugivorus к видам, близким к уязвимому положению (NT). На популяцию оказывает существенное влияние фрагментация среды обитания. В частности, большое сокращение численности Calyptophilus frugivorus связано с лесозаготовками и расчисткой территории под сельское хозяйство.
Учёные полагают, что в некоторых районах острова Гаити корнихон окончательно вымер: с начала 1980-х годов не было отметок C. f. frugivorus на полуострове Самана и на северо-востоке Доминиканской Республики и подвида C. f. abbotti на острове Гонав. C. tertius, по-видимому, вымер в горах Сель. На основании известной плотности птиц в некоторых частях ареала и площади самого ареала численность Calyptophilus frugivorus оценивается в 15—25 тысяч особей, или 10—16,7 тысячи взрослых особей, а численность Calyptophilus tertius — 10—20 тысяч особей, или 6,7—13,3 тысячи взрослых особей.

## Питание
Корнихоны в основном питаются насекомыми и другими беспозвоночными. Несмотря на то, что видовое название одного из видов прямо указывает на фруктовую диету, птицы лишь изредка включают в рацион плоды и семена. Учёные обнаружили в желудках птиц семена, чешуекрылых (Lepidoptera), муравьёв (Formicidae), пауков (Araneae), трипсов (Thysanoptera) и таракановых (Blattaria).
Корнихоны кормятся парами на земле или в густом подлеске прямо над землёй.

## Размножение
Информация о размножении корнихонов крайне скудная. По-видимому, пары проводят вместе весь год или бо́льшую часть года. Сезон размножения Calyptophilus frugivorus, вероятно, приходится на май — июль, как и сезон размножения Calyptophilus tertius. 16 мая 2002 года и 18 мая 2003 года были отловлены самки последнего с хорошо сформированным наседным пятном.
Известно описание двух гнёзд Calyptophilus tertius: одно в густой чаще, а другое — на лесной поляне. Оба они были построены из веток, растительных усов, мха, лишайников с обрамлением из тонких стеблей и кусочков листьев на высоте 1—1,5 м над землёй. Громоздкие частично куполообразные гнёзда были покрыты целыми листьями. Единственное гнездо, предположительно принадлежащее корнихону, имело чашевидную форму и располагалось на высоте 0,6 м над землёй. Гнездо было спрятано в папоротнике на краю зарослей ежевики (Rubus). Вместе с тем Риммер с соавторами посчитали в 2017 году, что гнёзда Calyptophilus frugivorus ещё обнаружены не были.
В вероятном гнезде корнихона было обнаружено одно яйцо, покрытое пятнами, в то время как в одном из гнёзд Calyptophilus tertius находилось два светло-голубых яйца с неравномерными светло-коричневыми и тёмно-коричневыми пятнами. Размеры яиц составили 27,8 × 18,7 мм и 28,9 × 18,8 мм. Только в одном из описанных случаев птенцы появились на свет. Они были покрыты длинным чёрным пухом, их кормлением при этом занимались оба родителя, однако через несколько дней гнездо подверглось нападению хищника, по-видимому, наземного млекопитающего. Обнаружившие гнёзда учёные указывают на высокий риск нападения хищников, особенно инвазивных кошки (Felis catus), чёрной (Rattus rattus) и серой (Rattus norvegicus) крыс, на низкорасположенные гнёзда.

## Систематика
Род корнихоны (Calyptophilus) был выделен американским орнитологом Чарльзом Барни Кори в 1884 году после того как он годом ранее описал Phoenicophilus frugivorus.
Возможно, описание корнихона присутствует в работах французских натуралистов Жорж-Луи Леклерка де Бюффона (1775), Луи Жана Мари Добантона и Матюрена-Жака Бриссона (1760). Долгое время род оставался монотипическим, при этом к 1977 году было описано четыре подвида корнихона. Вместе с тем в 1931 году американские орнитологи Александр Ветмор и Брэдшоу Холл Свейлс (Bradshaw Hall Swales) рассматривали в составе рода два вида. Предложение снова разделить корнихонов поступило от Недры Клейн (Nedra Klein) в 1999 году; она провела морфологический и молекулярный анализ одной птицы со Сьерра-де-Баоруко и одной птицы со Сьерра-де-Нейба и сформулировала разницу между представителями рода Calyptophilus. На основании этого и других исследований представитель Сьерра-де-Нейба был выделен в отдельный вид Calyptophilus tertius.
| Виды                                  | Виды             | Виды        | Виды                                                      | Виды |
| Научное название                      | Русское название | Изображение | Описание                                                  | Распространение                                                                                               |
| ------------------------------------- | ---------------- | ----------- | --------------------------------------------------------- | --- |
| Calyptophilus frugivorus (Cory, 1883) | Корнихон         |             | Общая длина — 17—19 см, масса — 26,3—38,6 г, три подвида. | Обитает на острове Гаити в северных и центральных районах Доминиканской Республики, а также на острове Гонав. |
| Calyptophilus tertius Wetmore, 1929   |                  |             | Общая длина — 20—21 см, масса — 40,2—55,3 г.              | Обитает на юге острова Гаити.                                                                                 |

В 1884 году Кори отнёс новый род к семейству танагровых (Thraupidae), но Роберт Риджуэй в 1902 году посчитал такое положение некорректным и отнёс корнихонов к пересмешниковым (Mimidae) на основании ошибочного предположения о наличии у птиц десяти первостепенных маховых перьев. В 1918 году Волдрон Девитт Миллер исправил ошибку Риджуэя; уточнив число первостепенных маховых перьев у корнихонов (девять) он исключил принадлежность рода к пересмешниковым и снова отнёс его к танагровым. В 1918 году в Catalogue of Birds of the Americas Кори расположил корнихонов между оляпковыми (Cinclidae) и пересмешниковыми и сделал приписку, что монотипичный род, возможно, представляет подсемейство. В этом издании Кори использовал название Calyptophilidae.
Птиц с девятью маховыми перьями учёные объединяют в надсемейство Passeroidea, к которому, в частности, относят семейства кардиналовых (Cardinalidae), овсянковых (Emberizidae), трупиаловых (Icteridae), древесницевых (Parulidae) и танагровых (Thraupidae), обитающие в Новом Свете. Эта группа включает около 8 % всех существующих видов птиц, 15 % воробьинообразных и 17 % птиц Нового Света. Кит Баркер (F. Keith Barker) с соавторами в 2013 году опубликовали результаты молекулярных исследований около 200 видов птиц этой группы. Построенное ими филогенетическое дерево подтвердило монофилию пяти основных семейств, но также определило несколько дополнительных клад или обособленных групп, многие из которых после работ Баркера с соавторами 2013 и 2015 годов были выделены в отдельные семейства или подтвердили свой статус. В частности, подорожников (Calcarius) и пуночек (Plectrophenax), обитающих в Северной Америке, Международный союз орнитологов выделил в семейство подорожниковых (Calcariidae); танагр-кео (Rhodinocichla), обитающих в Центральной и Южной Америке, — в монотипическое семейство Rhodinocichlidae; крапивниковых дроздов (Zeledonia), обитающих в горных лесах Центральной Америки, — в монотипическое семейство Zeledoniidae; три рода птиц, обитающих в Центральной и Южной Америке, — в семейство Mitrospingidae. Многочисленные эндемики островов Карибского моря были разделены следующим образом: багамские танагры (Spindalis) выделены в монотипическое семейство Spindalidae, пуэрто-риканские танагры (Nesospingus) — в монотипическое семейство Nesospingidae, пальмовые танагры (Phaenicophilus), белокрылые ксенолигии (Xenoligea), земляные певуны (Microligea) — в семейство Phaenicophilidae (ранее оно включало только пальмовых танагр), трясогузковые певуны (Teretistris) — в монотипическое семейство Teretistridae. Корнихоны (Calyptophilus) на основании этой работы были выделены в семейство Calyptophilidae, приписываемое Риджуэю, который в 1907 году выпустил четвёртый том The Birds of North and Middle America. Они являются сестринскими по отношению к обширной кладе, включающей кардиналовых, танагровых и Mitrospingidae.